# Giovanni Cristofano Amaduzzi
Giovanni Cristofano Amaduzzi (Iohannes Christophorus Amadutius) (né le 18 août 1740 à Savignano, Émilie-Romagne, Italie - mort le 21 janvier 1792 dans la même ville) est un religieux, un universitaire, un philosophe et un érudit italien du XVIIIe siècle.

## Biographie
Né à Savignano di Romagna le 18 août 1740, après avoir fait ses études primaires au séminaire de Rimini, le jeune Giovanni, alors âgé de quinze ans, poursuit, à partir de 1755, à l'école de Iano Planco, des études de Grec et de philosophie, matières dans l'étude desquelles, comme il le confesse, il s'est lancé « avec une ardeur juvénile, dans la confrontation avec les derniers restes du vieil aristotélisme. »  De là, il est envoyé à Rome, où il trouve en la personne du cardinal Giovanni Ganganelli (le futur pape Clément XIV), à la fois un protecteur et un ami.
Par la suite, il enseigne à l'Université « La Sapienza ».
Il est inspecteur de l'imprimerie de la Propagande à Rome à partir de 1770.
Giovanni Cristofano Amaduzzi est mort à Rome le 21 janvier 1792 à l'âge de 51 ans.

## Ouvrages
- Leges novellæ quinque anecdotæ imperatorum Theodosii junioris et Valentiniani, Typ. Zampelianis, Rome, 1767
- Alphabetum brammhanicum, 1771
- Anecdota litteraria ex manuscriptis codicibus eruta, voll. 4, apud G. Settarium, Rome 1773
- Alphabetum brammhanicum; Alphabetut veterum Etruscorum, etc., 1773;
- Alphabetum Barmanum seu Bomanum regni Avae finitimarumque regionum [ed. by G.C. Amaduzzi].; 1776  Volume 1
- Alphabetum armenum, Rome, 1784
- Theophrasti Erésii characterum^ capita duo hactenus anecdota, 1786.
- Alphabetum Barmanorum seu Regni Avensis; 1787